# Cigaritis tavetensis
Cigaritis tavetensis is een vlinder uit de familie van de Lycaenidae. De wetenschappelijke naam van de soort is voor het eerst gepubliceerd in 1906 door Percy Ireland Lathy.
De soort komt voor in Oeganda, Kenia en Tanzania.